# Antonio Llambías
Antonio Llambías Roig (Mahón, 6 de agosto de 1793 - ibídem, 1854) fue un jurista y científico español. Estudió primero en Sorèze (Francia) y luego en la universidad de Valencia, ejerciendo más tarde la profesión de abogado en su ciudad natal.
Sobresalió como criminalista, y entre sus informes se cita la defensa de unos marineros norteamericanos que asesinaron a un oficial francés, y que fueron absueltos. Se distinguió también en el cultivo de las ciencias físico-matemáticas e inventó varios aparatos. Estaba casado con una sobrina del célebre Orfilax, que le ayudó mucho en sus trabajos científicos, y perteneció a la Real Sociedad Económica Mallorquina de Amigos del País.

## Obras
- Memoria sobre una nueva pila de dos líquidos con diafragmas, manejable como las de un solo líquido sin diafragmas.
- Mémoire sur l'aimantation par l'électricité ordinaire avec deus conducteurs à branches.
- Defensa de los derechos sobre la ciudad de Mahón, contra la Memoria escrita por D.J.M.
- Cuadrado sobre la resistencia de la villa episcopal de Menorca y Memoria sobre el modo de administrar y emplear el cemento romano.